# Štukolike ribe
Štukolike ribe  (lat. Esociformes), red riba iz razreda zrakoperki (Actinopterygii) ili pravih koštunjača (Teleostei). Sastoji se od dvije porodice, jedna monogenerička, sa ukupno četiri roda.
Predstavnici su slatkovodne ribe, štuke i blatnjače.

## Porodice
1. Esocidae Rafinesque, 1815, štuke
2. Umbridae Bonaparte, 1845, blatnjače

## Vanjske poveznice
|  | Zajednički poslužitelj ima još gradiva o temi Esocidae |
|  | Wikivrste imaju podatke o taksonu Esociformes          |